# Minifundi

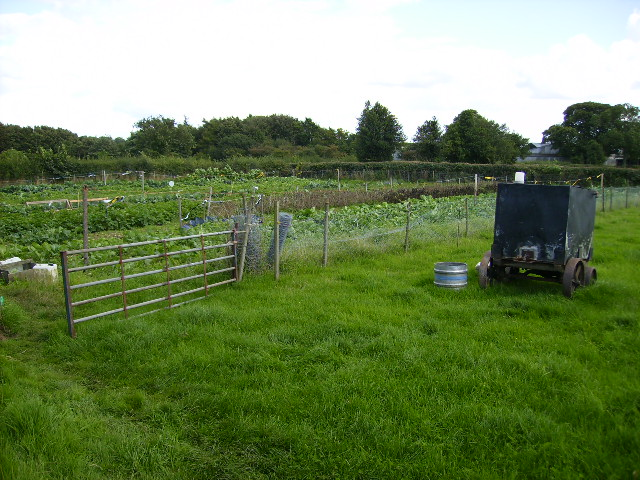
Cultius en minifundi

Un minifundi és una finca rústica de dimensions reduïdes, la producció de la qual és insuficient per a l'abastiment de la família propietària. Tot i que ho solen ser, no són necessàriament petites propietats. És força freqüent que una gran propietat s'arrendi a molts pagesos individuals en minifundis, o explotacions molt petites que no tenen la superfície suficient per a ésser rendibles. També és possible el cas invers, una petita propietat que s'explota conjuntament amb d'altres, que poden ser també petites, però que no constitueixen un minifundi perquè el conjunt té prou superfície per a ésser suficient.
És un sistema molt comú al nord d'Espanya i especialment a Galícia, a conseqüència del règim tradicional d'herència que hi ha des de l'època de la conquesta als àrabs. En aquest règim d'herència el terratinent reparteix la seva propietat entre tots els seus fills a parts iguals, resultant així terrenys cada vegada més petits. El matrimoni fa que una parella pugui heretar dos petits trossos de terreny separats (un de part de cadascú), i dividiran cadascun d'ells entre el nombre de fills que tinguin, que heretaran així terrenys petits i separats.
El 2016 es va fer un experiment exitós en la Cooperativa Sant Vicent Ferrer de Benaguasil amb un tipus de gestió anomenat gestió en comú, pensat per a solucionar problemes de productivitat dels cultius en minifundis.